# Rio Piagui
Rio Piagui är ett vattendrag i Brasilien.   Det ligger i delstaten São Paulo, i den sydöstra delen av landet, 800 km söder om huvudstaden Brasília.
Omgivningarna runt Rio Piagui är huvudsakligen savann. Runt Rio Piagui är det ganska tätbefolkat, med 144 invånare per kvadratkilometer.